# Agrate Conturbia
Agrate Conturbia (piemontiul: Agrà e Conturbia) település Olaszországban, Piemont régióban, Novara megyében. Lakosainak száma 1544 fő (2023. január 1.). Agrate Conturbia Bogogno, Borgo Ticino, Mezzomerico, Suno, Gattico-Veruno és Divignano községekkel határos.

## Népesség
A település népességének változása:
| Lakosok száma | 1552 | 1544 | 1544 |
|               | 2017 | 2018 | 2023 |